# カムチャツカ海流

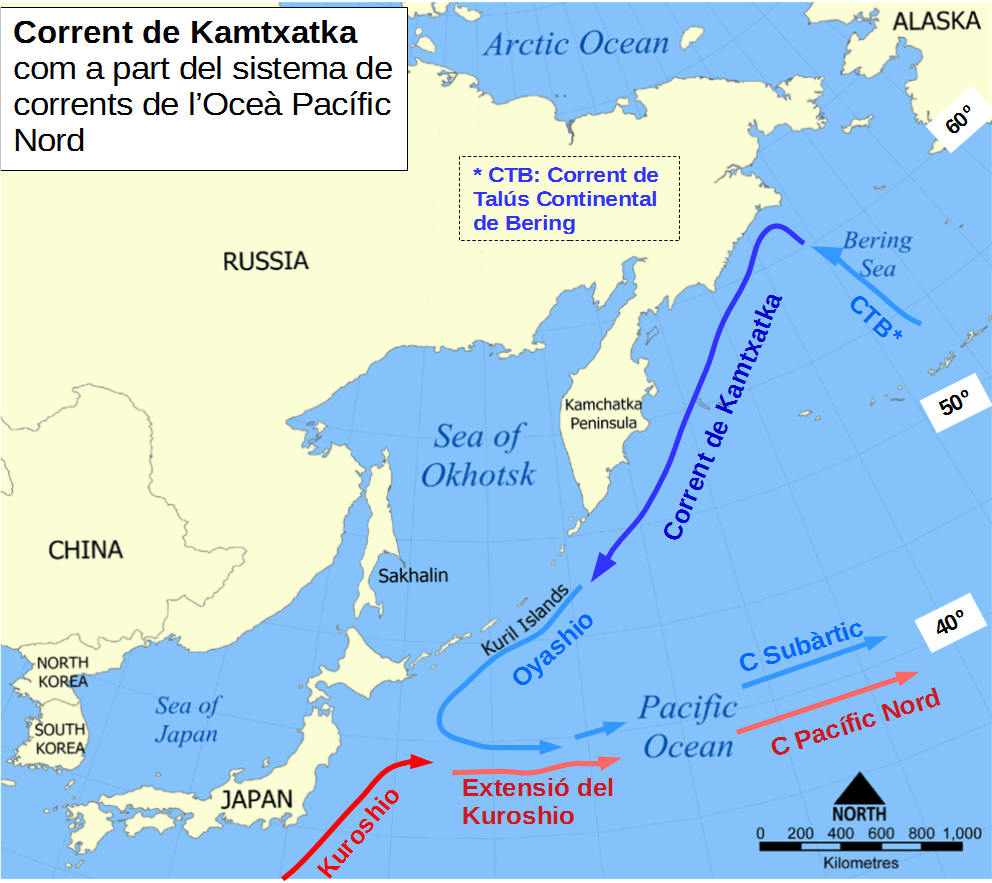
日本からベーリング海峡にかけての海流図

カムチャツカ海流（カムチャツカかいりゅう、英: Kamchatka Current）とは、カムチャツカ半島南東の西経160度付近でベーリング海から南西へ流れる海流。寒流であり、この海流の一部が北太平洋海流と合流し親潮へと続く。東カムチャッカ海流。